# ハジメちゃん〜あなたの大人年齢は?〜
ハジメちゃん〜あなたの大人年齢は?〜（はじめちゃん あなたのおとなねんれいは）は、朝日放送テレビ（ABCテレビ）で2006年5月6日から7月8日まで放送されたバラエティ番組である。放送は原則毎週土曜16:00 - 16:55（JST）だが、不定期でゴルフ中継などが組まれるため、休止となる場合もある。

## 概要
- この番組は『トリハダ 〜感じるボロ〜ン〜』（朝日放送テレビ）（2005年度放送）の後番組で、司会者の極楽とんぼ・演歌歌手の八代亜紀、ナレーターの杉本るみ等、番組スタッフはそのまま続投。
- 毎回ゲストに対して「150の質問」なるアンケートを出題しそれを基に算出した「大人年齢」を割り出し、それをきっかけとしたトークバトルを展開。

公式ホームページ（閉鎖）では「ハジメちゃん大人年齢診断問診表」が公開されており、その回答に応じて「大人年齢」を割り出すことができた。また、八代扮する「アキヨちゃん」が人生で初めての体験をする「初めて体験記」なるコーナーもあった。
- しかし、7月に出演していた極楽とんぼの山本圭一が不祥事を起こし吉本興業を解雇されたため、7月21日の社長会見で正式に打ち切りが発表され、収録していた2006年7月22日 - 9月までの放送分はお蔵入りとなった。終了後は『いきなり!黄金伝説』（テレビ朝日）の再放送、または『全国高校野球選手権大会中継』（朝日放送）などの別番組に差し替えることで対応していた。

- 長らく再放送枠になっていたが、2011年5月14日に『わっしょい!5up』（朝日放送）がスタートし土曜16時台の自主制作が復活したが、7月16日の放送を最後に生放送を終了し再び再放送枠に戻っている。

## 出演者

### MC
- 極楽とんぼ（山本圭壱・加藤浩次）
- 八代亜紀

### ハジメちゃんファミリー
- 中川家（礼二・剛）
- 長谷部優（当時・dream）※準レギュラー
- 石川あずみ

### ナレーション
- 杉本るみ

## スタッフ
- 構成：そーたに、福原フトシ、山名宏和、一文無隼人、桧博明、木村タカヒロ、藤本昌平
- リサーチ：フォーミュレーション
- TP（テクニカルプロデューサー）：長瀧淳子
- TD（テクニカルディレクター）：河西純
- CAM（カメラマン）：矢代祐一
- VE（ビデオエンジニア）：田畑司
- 音声：杉山直樹
- 照明：長谷川英樹
- 美術プロデューサー：松沢由之
- セットデザイン：坪田幸之
- 美術進行：今井隆之
- タイトル：DEVILROBOTS Inc.
- スタイリスト：石村英理（極楽とんぼ担当）
- メイク：TEES
- VTR編集：馬場革
- MA：柳智隆
- 音効：磯川浩己
- 番組宣伝：清水雄一郎・高内三恵子（ABC）
- 番組デスク：松原幹・浅倉清美（ABC）
- AD (アシスタントディレクター) ：永田浩子
- AP (アシスタントプロデューサー) ：長谷川三芳
- ディレクター：近藤祐治郎、田島たけし、山口美和、前島隆昭
- チーフディレクター：田中和也（ABC）
- 演出：岡田秀行（ビーダッシュ）
- プロデューサー：辻史彦（ABC）、奥井剛平（吉本興業）、林敏博（ビーダッシュ）
- チーフプロデューサー：今村俊昭（ABC）
- 技術協力：ニユーテレス、プログレッソ、スウィッシュ・ジャパン、パッチワーク、サウンドエフェクト
- 美術協力：フジアール
- 収録スタジオ：テイクスタジオ
- 制作協力：ビーダッシュ
- 監修：間淵領吾（関西大学社会学部）、原田隆司（甲南女子大学人間科学部）
- 制作：朝日放送テレビ、吉本興業